# Ekskomunikacija
Ekskomunikacija ili izopćenje je mjera kojom se neku osobu izopćuje iz članstva neke vjerske organizacije.
U povijesti se provodila uz poseban obred koji je trebao ostaviti dojam i na izopćenima i na vjernicima. 
U Katoličkoj crkvi i danas postoji ekskomunikacija ili izopćenje do kojeg može doći na više načina, a postupak je točno određen u Zakoniku kanonskog prava. Osoba se izopćuje iz Crkve samo u slučaju točno određenih teških prijestupa, kako bi spoznala svoje propuste, obratila se i vratila na put spasenja.

## Poznati izopćenici iz Katoličke Crkve
Zbog toga što su napali kršćanski grad Zadar, papa Inocent III. kaznio je Mlečane izopćenjem.
- Arije
- Jean Calvin
- Ludovik IV., car Svetog Rimskog Carstva
- Ladislav II. - hrvatsko-ugarski kralj
- Juan Perón
- Elizabeta I., kraljica Engleske
- Henrik II., kralj Engleske
- Fridrik I. Barbarossa
- Henrik IV., car Svetog Rimskog Carstva
- Konrad IV., rimsko-njemački kralj
- Josip Broz Tito

## Vanjske poveznice
| Portal:Kršćanstvo | Portal: Kršćanstvo |